# Metropolitan Life Insurance Company Tower

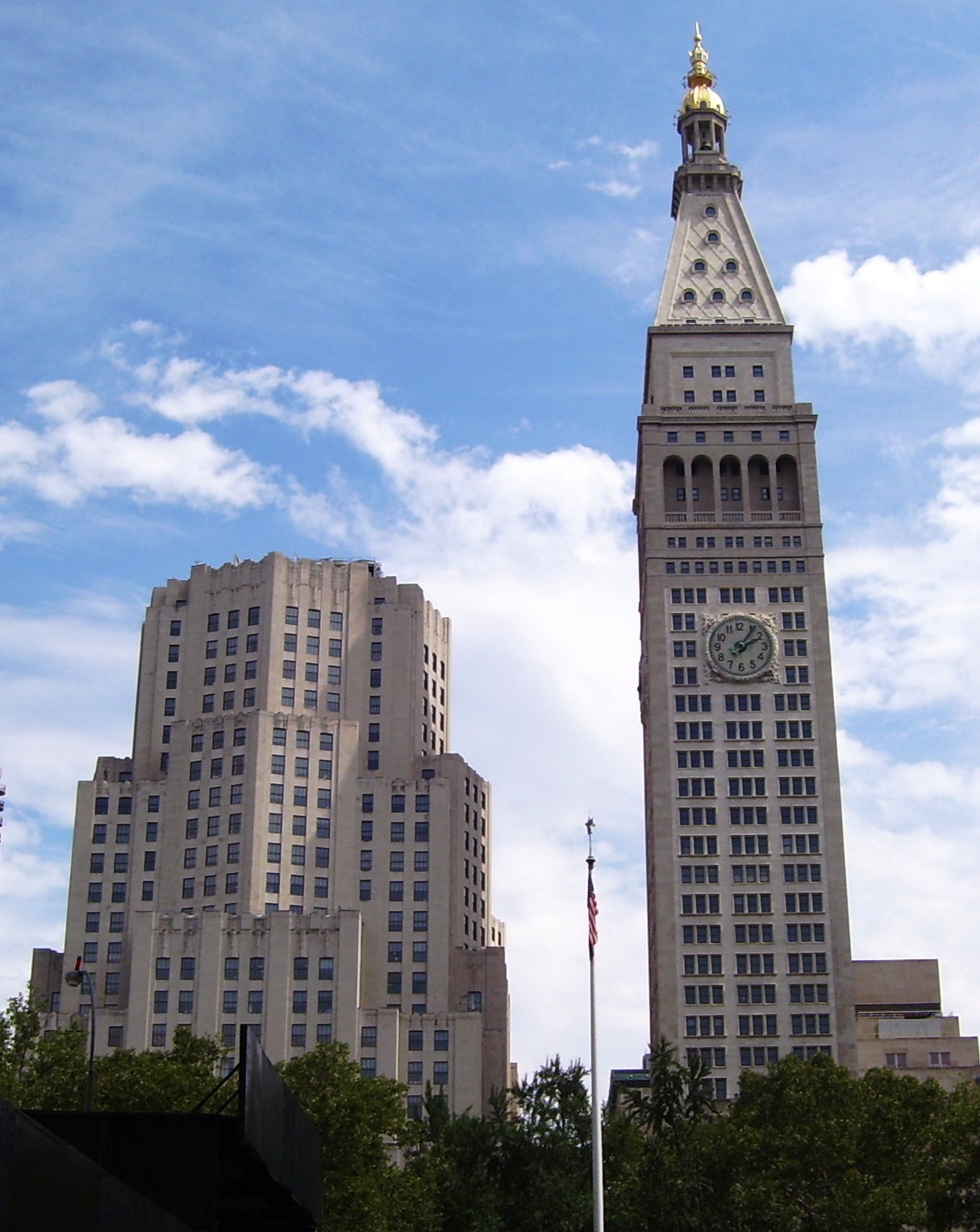
Clădirea de nord și Turnul Met Life văzute dinspre Madison Square Park

Metropolitan Life Insurance Company Tower (în română: Turnul Company Metropolitan Life Insurance) cunoscut și sub numele de Turnul Metropolitan Life sau Turnul Met Life, și în prezent transformat în New York Edition Hotel, este un zgârie-nori, punct de reper, situat pe Madison Avenue, în apropiere de intersecția cu East 23rd Street, vizavi de Madison Square Park din Manhattan, New York City. Construcția are 50 de etaje și o înălțime de 213 metri.
Proiectat de firma de arhitectură Napoleon LeBrun&Sons și construit în anul 1909 de Compania de construcții Hedden, turnul este modelat după Campanila San Marco din Veneția, Italia. În prezent, hotelul este amplasat în partea turnului cu ceas din clădirea cu adresa Madison Avenue nr. 5, în timp ce clădirea de birouri (restul blocului) este ocupată în primul rând de Credit Suisse și este menționată la adresa Madison Avenue nr. 1.